# 北陸道
北陸道（日语：／ Hokuriku dō */?）可以指：
1. 五畿七道之一、本州日本海一側的中部行政范围。
2. 古代的幹線道路。
3. 北陸自動車道的简称。

## 行政区划之北陆道

北陸道

由畿内向北延伸，本州日本海一側中部的行政划。明治以後该地方统称为「北陸四县」。
- 若狭国
- 越前国
- 加賀国
- 能登国
- 越中国
- 越後国
- 佐渡国

## 关连条目
- 日本古代道路（日语：日本の古代道路）
- 北陸本線
- 國道8號、北陸自動車道
- 北陸地方
- 北陸方言
- 日本交通
- 親不知
- 木芽山
- 九十九橋
- 裏日本